# Lilliam Armijo
Lilliam Armijo (San Salvador (El Salvador), 27 de marzo de 1984) es una poetisa  y escritora salvadoreña. Nieta del poeta Roberto Armijo.

## Biografía
Lilliam Mercedes Armijo Martínez es una poetisa salvadoreña. Vivió su infancia en Managua, Nicaragua y en varios países de América Latina debido a la guerra civil de El Salvador, para después trasladarse a El Salvador en 1992.
Estudió su primaria y secundaria en el Colegio Externado de San José. Cursó sus estudios Universitarios de Relaciones Internacionales en Costa Rica.
En el 2007 ganó la beca Miguel de Cervantes para estudiar su Maestría en Relaciones Económicas y Políticas de Europa y América Latina en Madrid, España, en la Universidad Alcalá de Henares y el Instituto Ortega y Gasset.
Ganó una beca para trabajar en el Sudeste Asiático donde trabajó brevemente para Naciones Unidas y cursó los estudios de diseño de modas graduada con honores.. En 2013 se traslada a África Occidental donde trabajó para la ONG Save de Children como oficial de comunicaciones.
Actualmente reside en Viena, Austria, donde se dedica a la escritura de cuento infantil y poesía.
En el 2019 ganó los Juegos Florales Nacionales con su libro de poesía “Al borde del día”. En el 2020 ganó por segunda vez los Juegos Florales en la rama de poesía con su libro “Otoño Blanco”.
En el 2021 ganó los Juegos Florales, por última vez con su libro “Dos” dedicada al Bicentenario. Con ello, se convirtió en la sexta mujer en la historia de El Salvador en obtener el título de Grand Maestre y en los únicos 20 escritores de la Historia de El Salvador en ser Gran Maestre. Según el jurado calificador, la publicación de Armijo «es un libro torrente, depurado en su lenguaje que invita a la lectura continua, pues es a modo de un relato en clave poética, con el uso de imágenes y riqueza expresiva, con sobriedad» 
En el 2021, su cuento infantil "Galazio y el Cometa de colores" fue seleccionado para formar parte de la antología de lectura infantil Crecer Leyendo parte de la colección "Árbol de vida", traducido al Braile y al Lenguaje de Señas Salvadoreña (LESSA). Se produjeron alrededor de 250,000 libros gratuitos para las escuelas públicas y privadas de El Salvador. Armijo recibió junto a otros autores e ilustradores un reconocimiento por su labor a la primera infancia, de la primera dama Gabriela de Bukele, la ministra de Educación Carla Hananía de Varela y la Viceministra de Cultura Mariemm Pleitez.
Armijo es reconocida internacionalmente y ha hecho varias colaboraciones artísticas internacionales. Además, en el 2022, tradujo al español, Historias Eternas de El Salvador, Volumen 1.
Según la Revista Disruptiva "A 30 años de la firma de los Acuerdos de Paz, la juventud de hoy continúa escribiendo poesía (como Vladimir Amaya, Lilliam Armijo, Lourdes Ferrufino, entre otros)".

## Publicaciones
- Cuento infantil “Maya y las luciérnagas” 2019.
- Selección y Publicación de Cuento Infantil del Ministerio de Cultura y Ministerio de Educación para Libro de 10 autores salvadoreños para Primera Infancia “Crecer Leyendo” 2020.
- Selección de poemas en la Revista Malabar 2021, San Salvador.
- Poemas en antología de Centroamérica 1980-2021,"Escaleras abajo" Ediciones Perro Azul, Costa Rica 2022.
- Poemas en la Revista de la Universidad de San Carlos No. 52. Guatemala 2022.

- Poemas en la Revista literaria Ajkö ki de Costa Rica 2023.
- Presentación de canción "La Tierra sin nombre" por el Coro Nacional de El Salvador, en el Teatro Nacional de El Salvador en ocasión al estreno del festival “Música viva de Cuscatlán” San Salvador 2022.
- Publicación de poemas en la prestigiosa Revista Altazor de Chile 2023.
- Publicación de la IILA- Organizzazione internazionale italo-latino americana y a la Universidad e Toma en Italia, en ocasión del Día Mundial de la Poesía 2023.

## Premios
- Premio Nacional de Literatura en la rama de Poesía. Juegos Florales 2019.[14] Libro: “Al borde del día”.
- Premio Nacional de Literatura en la rama de Poesía. Juegos Florales 2020.[15] Libro: “Otoño Blanco”.
- Premio Nacional de Literatura en la rama de Poesía. Juegos Florales 2021.[16] Libro: “Dos”.
- Premio Gran Maestre de Poesía 2021.[16] Lilliam Armijo es la sexta mujer en la historia del país en recibir este galardón.
- Recital y lanzamiento de libro en el Instituto Cervantes en Viena. Lilliam Armijo es la primera poeta salvadoreña en ser invitada.